# Ястребовка (Приморский край)
Я́стребовка — деревня в Партизанском районе Приморского края. Входит в состав Сергеевского сельского поселения.

## География
Деревня Ястребовка стоит на правом берегу реки Икрянка (левый приток реки Партизанская), примерно в 7 км до её устья.
Дорога к деревне Ястребовка отходит на восток от автотрассы Находка — Кавалерово в окрестностях хутора Ратное, расстояние до которого около 6 км.
Расстояние до административного центра сельского поселения Сергеевка (на север по трассе) около 16 км; до районного центра Владимиро-Александровское (на юг) около 45 км.

## Население
| 1915 | 2002 | 2010 |
| ---- | ---- | ---- |
| 257  | ↘51  | ↗73  |

## Улицы
- ул. Заречная,
- ул. Центральная,
- ул. Школьная.

## Экономика
Жители занимаются сельским хозяйством.